# KCNE5
KCNE5 (англ. Potassium voltage-gated channel subfamily E regulatory subunit 5) – білок, який кодується однойменним геном, розташованим у людей на X-хромосомі. Довжина поліпептидного ланцюга білка становить 142 амінокислот, а молекулярна маса — 14 993.
| 10         |  | 20         |  | 30         |  | 40         |  | 50         |
| ---------- |  | ---------- |  | ---------- |  | ---------- |  | ---------- |
| MNCSESQRLR |  | TLLSRLLLEL |  | HHRGNASGLG |  | AGPRPSMGMG |  | VVPDPFVGRE |
| VTSAKGDDAY |  | LYILLIMIFY |  | ACLAGGLILA |  | YTRSRKLVEA |  | KDEPSQACAE |
| HEWAPGGALT |  | ADAEAAAGSQ |  | AEGRRQLASE |  | GLPALAQGAE |  | RV         |

A: Аланін

C: Цистеїн

D: Аспарагінова кислота

E: Глутамінова кислота

F: Фенілаланін

G: Гліцин

H: Гістидин

I: Ізолейцин

K: Лізин

L: Лейцин

M: Метіонін

N: Аспарагін

P: Пролін

Q: Глутамін

R: Аргінін

S: Серин

T: Треонін

V: Валін

W: Триптофан

Локалізований у мембрані.